# 1892 en Ontario
Chronologie de l'Ontario
- 1888
- 1889
- 1890
- 1891
- 1892
- 1893
- 1894
- 1895
- 1896

Cette page concerne des événements d'actualité qui se sont produits durant l'année 1892 dans la province canadienne de l'Ontario.

## Politique
- Premier ministre : Oliver Mowat (Parti libéral).
- Chef de l'Opposition: William Ralph Meredith (Parti conservateur).
- Lieutenant-gouverneur: Alexander Campbell puis George Airey Kirkpatrick (en)
- Législature: 7e (en)

## Événements

### Janvier
- 1er janvier : le député conservateur provincial de Renfrew-Nord Arunah Dunlop (en) est décédé en fonction à Pembroke à l'âge de 45 ans.
- 20 janvier : le député libéral fédéral de Hastings-Est Samuel Barton Burdett (en) est décédé en fonction à l'âge de 48 ans.
- 28 janvier : lors des deux élections partielles fédérales, le conservateur David Henderson (en) est réélu sans opposition de Halton et le conservateur James Henry Metcalfe est élu sans opposition de Kingston à la suite de la mort de l'ancien premier ministre du Canada John Alexander Macdonald le 6 juin 1891.

### Février
- 4 février : le conservateur Uriah Wilson (en) est élu député fédéral de Lennox à la suite de la démission du libéral David Wright Allison (en) pour sa réélection.
- 11 février : lors des cinq élections partielles fédérales, le Parti conservateur remporte Bruce-Est et Middlesex-Est, le Parti libéral-conservateur remporte Victoria-Nord et Victoria-Sud et le Parti libéral, son candidat Joseph Featherston est réélu sans opposition de sa circonscription de Peel.
- 20 février : lors des deux élections partielles fédérales, le conservateur William Barton Northrup (en) l'emporte Hastings-Est à la suite de la mort du libéral Samuel Barton Burdett (en) le 20 janvier dernier et le conservateur William Smith (en) l'emporte l'Ontario-Sud à la suite de la démission du libéral James Ironside Davidson (en).
- 22 février : le conservateur James Colebrooke Patterson est élu député fédéral de Huron-Ouest à la suite de la démission du libéral Malcolm Colin Cameron (en) pour sa réélection.
- 25 février : le conservateur William Humphrey Bennett est élu sans opposition député fédéral de Simcoe-Est à la suite de la démission du libéral Philip Howard Spohn.
- 26 février : le libéral-conservateur John Carling est élu député fédéral de London à la suite de la démission du libéral C. S. Hyman (en) pour sa réélection.
- 29 février : lors des deux élections partielles provinciales, le libéral William Harty (en) l'emporte Kingston à la suite de la démission du conservateur James Henry Metcalfe pour se présenter sa candidature à l'élection fédérale et le libéral Henry Barr (en) l'emporte Renfrew-Nord à la suite de la mort du conservateur Arunah Dunlop (en) le 1er janvier dernier.

### Mars
- 10 mars : le conservateur William Pridham (en) est élu sans opposition député fédéral de Perth-Sud à la suite de la démission du libéral James Trow (en).
- 12 mars : le conservateur Arthur Boyle (en) est élu sans opposition député fédéral de Monck à la suite de la démission du libéral John Brown (en).
- 15 mars : le conservateur George Guillet (en) est élu député fédéral de Northumberland-Ouest à la suite de la démission du libéral John Hargraft (en) pour sa réélection.
- 25 mars : le député conservateur provincial de Toronto (en) Henry Edward Clarke (en) est décédé en fonction à l'âge de 63 ans.

### Avril
- 17 avril : l'ancien premier ministre du Canada et député libéral fédéral de York-Est Alexander Mackenzie est décédé en fonction à Toronto à cause d'une mauvaise chute où il se blesse la tête à l'âge de 70 ans.
- 29 avril :
  - le libéral Nelson Gordon Bigelow (en) est élu député provincial de Toronto (en) à la suite de la mort du conservateur Henry Edward Clarke (en) le 25 mars dernier.
  - le libéral James A. Lowell est élu sans opposition député fédéral de Welland à la suite de la démission du même parti William Manley German.

### Mai
- 11 mai : l'indépendant conservateur William Findlay Maclean est élu sans opposition député fédéral de York-Est à la suite de la mort de l'ancien premier ministre libéral fédéral Alexander Mackenzie le 17 avril dernier.
- 24 mai : Alexander Campbell devient la deuxième lieutenant-gouverneur de l'Ontario à mourir en fonction, après le premier John Willoughby Crawford (en) en 1875.
- 30 mai : le député conservateur fédéral de Frontenac George Airey Kirkpatrick (en) devient la 7e lieutenant-gouverneur de l'Ontario.

### Juin
- 10 juin : l'indépendant conservateur Hiram Augustus Calvin (en) est élu sans opposition député fédéral de Frontenac à la suite de la nomination du conservateur George Airey Kirkpatrick (en) au lieutenant-gouverneur de l'Ontario le 30 mai dernier.

### Novembre
- 4 novembre : le député libéral provincial de Toronto (en) Nelson Gordon Bigelow (en) est décédé en fonction à l'âge de 52 ans.
- 24 novembre : John Abbott quitte ses fonctions du premier ministre canadien en raison de son état de santé.

### Décembre
- 5 décembre :
  - le député conservateur fédéral de Hastings-Nord Mackenzie Bowell est nommé au Sénat à Ottawa.
  - le ministre de la Justice fédéral John Thompson devient la 4e premier ministre du Canada.
- 20 décembre : le conservateur Alexander Augustus Williamson Carscallen (en) est élu sans opposition député fédéral de Hastings-Nord à la suite de la nomination de Mackenzie Bowell au Sénat le 5 décembre dernier.
- 30 décembre : le libéral John Smith (en) est élu député provincial de Peel à la suite de la démission du même parti Kenneth Chisholm (en).

### Dates inconnus
- Fondation du journal Toronto Star.
- Ouverture de l'Institution collégiale de Harbord (en) et l'Institution collégiale de Humberside (en).
- Premier film d'un documentaire sur le match de hockey sur glace féminin a lieu à Barrie, en jouant sur une surface de glace extérieure.
- Thomas Ahearn invente différents calorifères et appareils de chauffage électriques.

## Naissances
- 8 avril : Mary Pickford, actrice, productrice et femme d'affaires († 29 mai 1979)
- 2 juin : Edward LeRoy Bowerman (en), député fédéral de Prince Albert en Saskatchewan (1945-1949) († 17 février 1977)
- 14 juillet : John Sissons (en), député fédéral de Peace River en Alberta (1940-1945) († 11 novembre 1969)
- 2 août : Jack Warner, producteur et l'un des fondateurs de la société de production Warner Bros. († 9 septembre 1978)

## Décès
- 1er janvier : Arunah Dunlop (en), député provincial de Renfrew-Nord (1890-1892) (° Décembre 1846)
- 20 janvier : Samuel Barton Burdett (en), député fédéral de Hastings-Est (1887-1892) (° 30 septembre 1843)
- 25 mars : Henry Edward Clarke (en), député provincial de Toronto-Ouest (en) (1883-1886) et Toronto (en) (1886-1892) (° 20 mars 1829)
- 17 avril : Alexander Mackenzie, 2e premier ministre du Canada (° 28 janvier 1822)
- 24 mai : Alexander Campbell, 16e lieutenant-gouverneur de l'Ontario (° 9 mars 1822)
- 29 juin : John Robson, premier ministre de la Colombie-Britannique (° 14 mars 1824)
- 30 août : Frederick Newton Gisborne, ingénieur britannique qui installa (en novembre 1852) le premier câble télégraphique sous-marin en Amérique du Nord et participa au premier câble télégraphique transatlantique (° 8 mars 1824)
- 4 novembre : Nelson Gordon Bigelow (en), député provincial de Toronto (en) (1892) (° 22 avril 1840)